# رمضان عجب
رمضان عجب شريف فرين (مواليد 19 سبتمبر 1989) هو لاعب كرة قدم سوداني دولي، يلعب حالياً لصالح نادي المريخ كمهاجم. تم اختياره للمشاركة في كأس الأمم الأفريقية لكرة القدم 2012 من قبل المدرب مازدا، وحقق مشاركتين.

## الإنجازات

### مع المريخ
- الدوري السوداني الممتاز (5): 2013، 2015، 2018، 2019، 2020.
- كأس السودان (4): 2013، 2014، 2015، 2018.
- كأس سيكافا للأندية (1): 2014.

## روابط خارجية
- رمضان عجب على موقع إي إس بي إن إف سي (الإنجليزية)
- رمضان عجب على موقع قاعدة بيانات كرة القدم.إي يو (الإنجليزية)
- رمضان عجب على موقع ناشيونال فوتبول تيمز (الإنجليزية)
- رمضان عجب على موقع Soccerway.com (الإنجليزية)
- رمضان عجب على موقع عالم كرة القدم.نت (الإنجليزية)